# Jiaozigou
Jiaozigou (kinesiska: 教子沟, 教子沟街道) är en socken i Kina. Den ligger i den autonoma regionen Inre Mongoliet, i den norra delen av landet, omkring 450 kilometer väster om regionhuvudstaden Hohhot.
Genomsnittlig årsnederbörd är 292 millimeter. Den regnigaste månaden är juli, med i genomsnitt 64 mm nederbörd, och den torraste är januari, med 1 mm nederbörd.